# Avenida Tiflis
La Avenida Tiflis (en azerí: Tbilisi prospekti) es una arteria vial en la parte norte de Bakú, capital de Azerbaiyán. Comienza en la intersección de las calles Bakikhanov y Jaffar Jabbarli y continúa hacia el norte terminando en el círculo 20 de enero en la estación de metro 20 de enero.
La avenida fue renombrada Tiflis cambiando su anterior denominación de carretera Saray el 13 de septiembre de 1963 por el Ejecutivo soviético de Bakú. A diferencia de su longitud actual, se extendía más allá de las afueras de Bakú hasta el asentamiento de Khirdalan a las afueras de Bakú y conectaba con la autopista Bakú-Quba, pero esa parte de la avenida fue renombrada como Avenida Moscú  el 14 de junio de 2004 por el alcalde de Bakú Hajibala Abutalybov debido al cambio de nombre previamente ese mismo día de una carretera grande que va desde el centro de Bakú al Aeropuerto Internacional Heydar Aliyev.